# الکس برمجو
الکس برمجو (انگلیسی: Álex Bermejo؛ زادهٔ ۱۱ دسامبر ۱۹۹۸) بازیکن فوتبال اهل اسپانیا است.
از باشگاه‌هایی که در آن بازی کرده‌است می‌توان به باشگاه ورزشی تنریف اشاره کرد.